# يوهان ليندنر
يوهان ليندنر (بالألمانية: Johann Lindner)‏ هو منافس ألعاب قوى نمساوي، ولد في 3 مايو 1959.

## وصلات خارجية
- يوهان ليندنر على موقع الاتحاد الدولي لألعاب القوى (الإنجليزية)
- يوهان ليندنر على موقع أوليمبيديا (الإنجليزية)